# Diemoth
Diemoth (latinizado como Diemudus, Diemut, Diemud, Diemuth, Diemod o Diemudis) fue presuntamente una monja de clausura en la Abadía de Wessobrunn en la Alta Baviera, Alemania. Diemoth nació alrededor de 1060 y murió probablemente el 30 de marzo de 1130. Trabajó en 45 manuscritos desde 1075 hasta 1130. Su nombre proviene de la palabra del alto alemán medio que describe "humildad" o "modestia").

## Trayectoria
Poco se sabe sobre la vida privada de Diemoth y la mayor parte de la información disponible se basa en una biografía sobre ella del siglo XVI. No obstante, gran parte de lo que aparece en esta biografía podría considerarse una leyenda más que hechos reales. Según la versión tradicional, nació en una familia noble bávara o suaba, y cuando aún era una niña ingresó a un convento benedictino que estaba unido con el monasterio benedictino de Wessobrunn . Esto casi con toda seguridad no es cierto, ya que el monasterio de Wessobrunn era solo para hombres hasta al menos CE 1100. Y parece poco probable que los monjes se hubieran encargado de educar a una joven soltera. Por lo tanto, es mucho más probable que Diemoth ingresara al monasterio de Wessobrunn como adulto gracias a su hábil escritura a mano . Este hecho indica que debió de adquirir esa capacitación profesional después de una carrera activa como escriba profesional. Asimismo, su conocimiento del latín indica que fue educada en un instituto eclesiástico, probablemente algún monasterio doble que acogiera a hombres y mujeres en otro lugar de Alemania.
Diemoth se encerró en una celda contigua a la iglesia del monasterio, donde pasó el resto de su vida en oración y en la transcripción de valiosos libros. Debido a su letra excepcionalmente hermosa, la llamaron "la bella escriba". Copió unos cuarenta y cinco volúmenes, de los cuales los más importantes son: la Biblia; La Moralia y otras obras de San Gregorio Magno; siete obras de san Agustín; cuatro de san Jerónimo; dos de Orígenes; y unas quince obras litúrgicas. 
Fue una gran amiga de la beata Herluka, quien se recluyó en el monasterio vecino de Epfach, con quien intercambió numerosas cartas. Las cartas se conservaron durante mucho tiempo en el monasterio de Bernried, donde Herluka pasó los últimos años de su vida, pero desgraciadamente fueron presa de los estragos de las fuerzas de Suecia durante la Guerra de los Treinta Años. Algunos de los manuscritos de Diemoth todavía se conservan en la Biblioteca Estatal de Baviera en Munich, donde fueron llevados después de la secularización de Wessobrunn en 1803. 
Diemoth fue enterrada en la basílica de Nuestra Señora en Wessobrunn, junto a los cuerpos del abad Thiento y sus seis compañeros, quienes sufrieron el martirio a manos de los húngaros en 955. En 1709, sus restos fueron trasladados a la iglesia abacial de San Pedro. Algunas personas se refieren a ella como "Bendita", aunque nunca recibió veneración pública y nunca fue beatificada formalmente.